# Functionele organisatie
Een functionele organisatie is een organisatievorm waarbij specialisatie van de functie als uitgangspunt dient voor de inrichting van de organisatie. Gelijksoortige specifieke activiteiten worden in aparte afdelingen ondergebracht en daardoor ontstaat de specifieke functionele organisatiestructuur. Door groepering van overeenkomstige kennis- en vaardigheidsgebieden ontstaan bijvoorbeeld afdelingen als inkoop, productie, verkoop en ontwikkeling. De theoreticus Henry Mintzberg beschrijft in zijn boek Structures in fives de diverse soorten organisatiestructuren, waarbij hij de functionele organisatie ook wel benoemt als machineorganisatie. Grote autofabrikanten en fastfoodketens zijn voorbeelden van een functionele organisatie. 
Voordelen van functionele organisaties zijn de schaalvoordelen die gelden binnen functionele afdelingen; ook heeft iedere afdeling zijn eigen specialiteit waar men zich volledig op kan richten en de vaardigheden specifiek kan ontwikkelen. Een nadeel van dit soort organisaties is dat de afdelingsspecialiteit als allesbepalend kan worden gezien en daardoor synergievoordeel verloren kan gaan.